# EICAR
EICAR - European Institute of Computer Anti-Virus Research (Instituto Europeu para Pesquisa de Antivírus de Computador), foi fundado em 1990 para pesquisar melhorias para os antivírus. É sobretudo conhecido por ter desenvolveu o EICAR test file que tem o objectivo de testar a eficiência dos mesmos.